# شغفتيك عليا
شغفتيك عليا هي قرية في مقاطعة أرومية، إيران. يقدر عدد سكانها بـ 169 نسمة بحسب إحصاء 2016.